# Лакур
Лаку́р (фр. Lacourt) — коммуна во Франции, находится в регионе Юг — Пиренеи. Департамент коммуны — Арьеж. Входит в состав кантона Сен-Жирон. Округ коммуны — Сен-Жирон.
Код INSEE коммуны — 09149.

## Население
Население коммуны на 2008 год составляло 201 человек.
| 1962 | 1968 | 1975 | 1982 | 1990 | 1999 | 2008 |
| ---- | ---- | ---- | ---- | ---- | ---- | ---- |
| 427  | 429  | 356  | 361  | 279  | 264  | 201  |

## Экономика

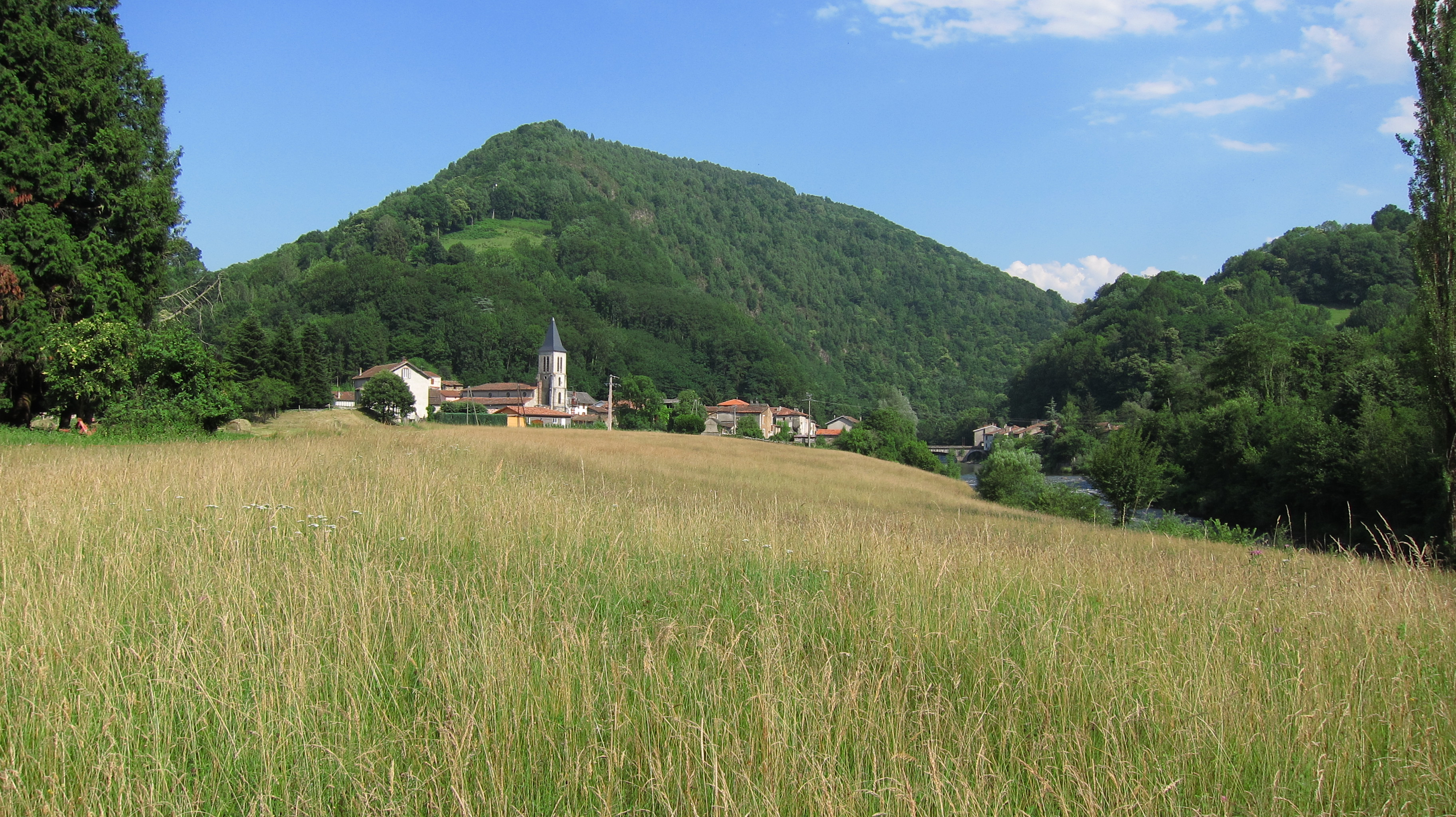
Лакур

В 2007 году среди 111 человек в трудоспособном возрасте (15—64 лет) 89 были экономически активными, 22 — неактивными (показатель активности — 80,2 %, в 1999 году было 68,8 %). Из 89 активных работали 81 человек (50 мужчин и 31 женщина), безработных было 8 (4 мужчины и 4 женщины). Среди 22 неактивных 3 человека были учениками или студентами, 10 — пенсионерами, 9 были неактивными по другим причинам.